# Folsomides centralis
Folsomides centralis är en urinsektsart som först beskrevs av Denis 1931.  Folsomides centralis ingår i släktet Folsomides och familjen Isotomidae. Inga underarter finns listade i Catalogue of Life.